# Tipula (Pterelachisus) procliva
Tipula (Pterelachisus) procliva is een tweevleugelige uit de familie langpootmuggen (Tipulidae). De soort komt voor in het Palearctisch gebied.